# 王追駿
王追駿（？—1641年），號澹園，湖廣黄州府黃岡縣人，明朝政治人物。

## 生平
崇禎三年（1630年）庚午科湖廣鄉試第十七名舉人，崇禎十年（1637年），登丁丑科會試第九十一名，廷試三甲第十二名进士。工部观政，本年八月授户部浙江司主事，十二年山西鄉試副主考，本年升贵州司员外，升真定知府，十四年去世。

## 家族
曾祖王济，壬戌進士、吏部郎中赠户部侍郎；祖父王廷瞻，己未進士、太子少保户部尚书；父王同观，太学生。弟王追騄，字里之，順治庚子舉人